# Pentagonia tapacula
Pentagonia tapacula är en måreväxtart som beskrevs av Cornejo. Pentagonia tapacula ingår i släktet Pentagonia och familjen måreväxter.
Artens utbredningsområde är Colombia. Inga underarter finns listade i Catalogue of Life.